# ヴァリャーグからギリシアへの道

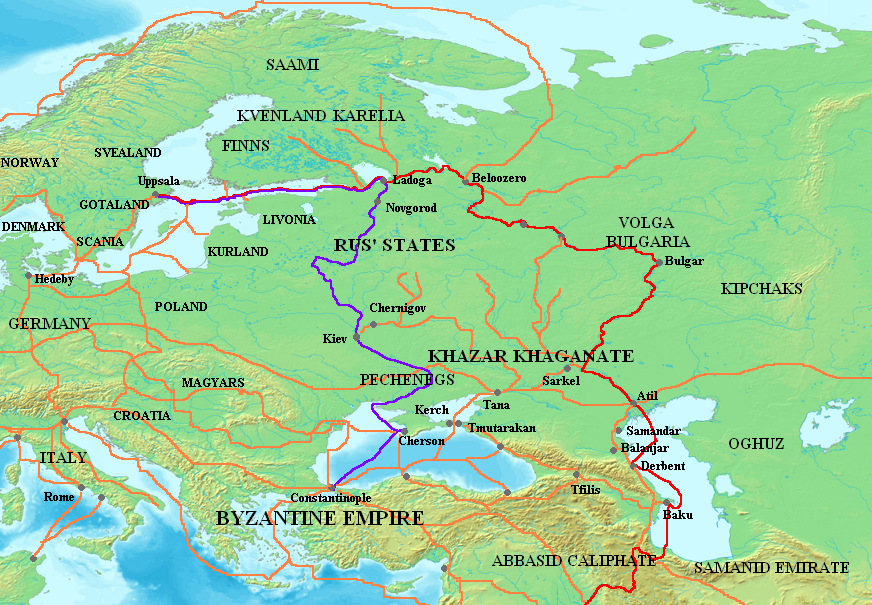
地図中の青線（バルト海上の紫線を含む）が「ヴァリャーグからギリシアへの道」を示す

ヴァリャーグからギリシアへの道（ヴァリャーグからギリシアへのみち、ロシア語: Путь из варяг в греки、スウェーデン語: Vägen från varjagerna till grekerna、ギリシア語: Εμπορική Οδός Βαράγγων - Ελλήνων、ヴァリャギからグレキへの道）は、河川にそってルーシを縦断し、またバルト海を越えてスカンディナヴィア、黒海を越えて東ローマ帝国へも至る水上交易路である。8世紀から13世紀にかけて存在したこの交易路を通して、バルト海沿岸に住むヴァリャーグは、行動範囲を東欧南部やアナトリア半島まで拡大させた。またルーシの商人は、この道をスカンディナヴィアやコンスタンティノープルとの交易のために利用した。ルーシの歴史を記した『原初年代記』では、この道は「из Варягъ въ Грѣкы」（ヴァリャギからグレキへ）と記されている。
（留意事項）以下の「主幹ルート」・「分岐ルート」の名称は、説明上便宜的に用いた用語である。また「ルーシ」はおおよそキエフ大公国の支配領域を指す。地名は現在の現地の言語の転写表記よりも、歴史学的文献等において一般的と思われる表記を優先している。

## 地理

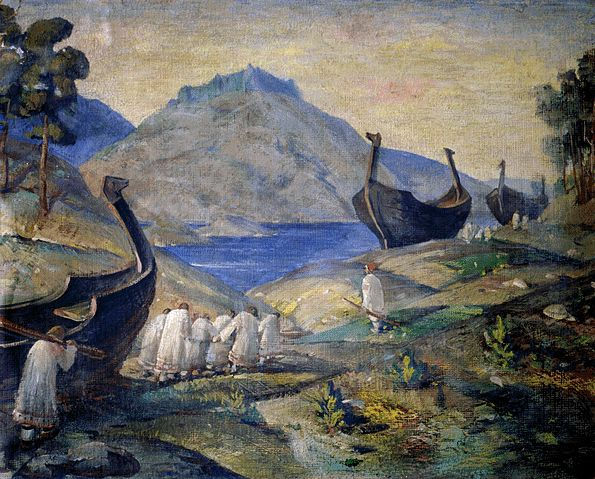
連水陸路を引きずられる船。
（ニコライ・リョーリフ・1915年）

### 主幹ルート
年代記に記された「ヴァリャーグからギリシアへの道」を、現在の地名にあてはめるならば、古代のスカンディナヴィアの商業の中心地であるシグテューナ、ビルカ、ヴィスビュー、バルト海南岸などが北の起点である。西方へは、バルト海を横切りドイツ北岸のヴィネタ、オルデンブルク・イン・ホルシュタイン、リューゲン島のラルスヴィーク、ポーランド北岸のシュチェチン等へいく海路が存在した。
ルーシの地での航路はまずフィンランド湾へ入り、フィンランド湾に注ぐネヴァ川を遡上、さらにラドガ湖、ヴォルホフ川、イリメニ湖、ロヴァチ川、クーニヤ川、セリョージャ川というように、合流する河川や湖を船で乗り継いでいく。河川の道が途切れた後は、連水陸路を船を引きずってトロパ川まで進む。トロパ川から再びダウガヴァ川（西ドヴィナ川）、カースプリャ川、カースプリャ湖(ru)と河川をたどっていくと、そこには古代の集落があり、またドニエプル川へつながる小川までの連水陸路があった。再び陸路を船を引きずって小川へ入り、小川からドニエプル川へ、そしてドニエプル急流(uk)を越えて黒海へと至った。ルーシの平原は勾配が少なく、小さな船でも航行が容易だった。
黒海では、商人たちはヨーロッパ側の海岸沿いをコンスタンティノープルまで向かった。黒海を航海するには、ドニエプル中州のホールツィツャ島、あるいは河口付近のベレザーニ島で船に帆を取り付けた。黒海上では停泊地としてはドナウ・デルタ近くのズミイヌイ島があるのみだった。

### 分岐ルート・他の交易路との接続
上記のルートに加え、複数の分岐路があった。たとえばルーシ北部には、ポロツクを通り、ダウガヴァ川を下ってバルト海へ直接出る最短の航路があった。また、ドルツィ川まで陸路を採り、そしてドニエプル沿いに黒海へ出る方法もあった。このルートの存在は、スモレンスクの西12kmにある居住地域跡の二つのクルガンから証明することができる。この地のクルガンのうちNo.38とNo.47は、スカンディナヴィアとバルトの文化の影響を確実に受けている。
黒海にもまた分岐路があった。クリミア半島の付根のペレコープ地峡を越えてアゾフ海へと向かうルートである。かつてペレコープ地峡を横切る古代の運河があったが、時と共に運河は砂礫で埋まり、深い森へと変わったという。アゾフ海からはドン川を遡り、その後ドン川左岸の支流のイローヴリャ川に沿って航海し、ヴォルガ川右岸の支流に向かう連水陸路を進み、さらにヴォルガ川から河口のカスピ海へと至った。なお、ヴォルガ川やカスピ海はヴァリャーグからペルシアへの東の水の路（ヴァリャーグからハザールへの道、もしくはブルガールへの道。）の一部でもあった。さらにいえば、そもそも黒海自体が、南ブーフ川、ドニエストル川、ドナウ川を通じて西欧へと至る商業路の要衝だった。地中海にはイタリアの港湾都市を含む、ヨーロッパ大西洋岸への航路が存在した。おびただしい数の資料や考古学上の発見が、航路の存在を証明している。

### 主幹ルートの地域区分
歴史学の中には、「ヴァリャーグからギリシアへの道」を3つの主要地域に分ける見解もある。1つ目は北部のスモレンスク-ノヴゴロド-バルト海間の、ルーシ北部と北欧を結ぶルートである。その上この地域は、13世紀にはハンザ同盟と共に重要な交易を行っていた地域でもある。2つ目はルーシ南部とバルカン半島とをつなぐ、キエフ-コンスタンティノープル間の地域である。13世紀の半ばまで、東ローマ帝国とキエフ大公国には有力者の交流があった。3つ目はキエフ-ノヴゴロド間である。この部分の道は、キエフ大公国内の商業と交通を主たる目的として使用された。

## 歴史
交易路の出現は9世紀の初期（825年 - 830年より前）とされる。それは9世紀の第一四半期のディルハム銀貨の発見によって証明されている。初めはヴァリャーグからギリシアへの道は、経済や文化のより発達したヨーロッパや東ローマの都市・地方を襲撃するために利用されたが、後に重要な商業航路へと変わった。また、863年に東ローマ海軍がアラブ海軍を破り、東地中海の制海権を得たことで、貿易拠点としてのコンスタンティノープルの地位が上昇した。これは、南北をつなぐヴァリャーグからギリシアへの道が盛んに用いられる要因になった。
ヴァリャーグはこの航路を習得した後、航路沿いの土地に移住し、定住していたスラヴ人、バルト人、フィン・ウゴル人等と同化した。彼らは強固なスラヴ民族の連合体となり、ゲルマン民族との激しい抗争を繰り広げた。また、東スラヴ人の連合がなされた時期には、バルト沿岸のスラヴ人は既に公と従士、精巧な宗教をもつ国家集団を形成していた。その宗教は東スラヴ人の宗教と密接な関係にあったため、バルト海沿岸からイリメニ湖岸まで絶え間ない移住が行われた。
9世紀後半、スラヴ人は自分たちの公としてイリメニ湖のほとりのラドガにヴァリャーグのリューリクを招いた。リューリクは招いた人々と起源を同じくする、以前住んでいた土地の公の血統だった。また、このように公を招くことはヨーロッパの歴史上においてはきわめて一般的なことだった。なお、リューリクは後にノヴゴロドへ移り、リューリク朝の国家・キエフ大公国の礎を築いた。またリューリク朝の公たちによって、まずノヴゴロドのリューリクの街（(ru)参照。世界遺産。）やラドガが、後にはスモレンスク、キエフなどの都市が発展した。
交易路の最盛期は10世紀から11世紀の前葉であり、キエフ大公国ではスヴャトスラフ1世、ウラジーミル1世の治世にあたる。しかし11世紀後半から12世紀の始めごろにはルーシと西方との商業上のつながりが強まり、ヴァリャーグからギリシアへの道は、プリピャチ川、ダウガヴァ川などに重要航路の地位を譲った。時が経つにつれて、さらに交易路の価値は低下していった。その原因は、諸公の内紛によるルーシの分裂、スカンディナヴィア諸国の中央集権化、東ローマの凋落があげられる。1204年の第四回十字軍では、コンスタンティノープルは破壊され、世界的な貿易中心地はヴェネツィア共和国へと移った。また、十字軍の隆盛によって地中海貿易が復興したが、それはルーシの地を経由する交易路の地位を相対的にさげることにもなった。

## 交易品
「ヴァリャーグからギリシアへの道」に連なる都市や地域からの輸出品には、以下のようなものがある。
- スカンディナヴィアから：生鉄・セイウチの骨・クジラの革製品（船舶のロープ等）・龍涎香・美術品・武器。また、ヴァイキングが西ヨーロッパで略奪した品も輸出された。フランスワイン・宝石製品・貴金属・絹織物・カンブリック織物・銀の調度品などである。
- 東ローマから：ワイン・香辛料・宝石・ガラス製品・高価な織物・イコン・書物。
- バルト地域から：琥珀。
- ルーシ北部（ノヴゴロド）から：柔らかい金貨[注 5]（クロテン・テン・カワウソ・ビーバーなどの小動物の毛皮）・革・亜麻織物・木材・樹皮・蜂蜜・蝋・錬鉄の調度品・陶器の調度品・武器。
- ルーシ南部（キエフ）から：穀物・様々な工芸品・美術品・ヴォルィーニのスレート製紡ぎ車の部品。

またルーシからは奴隷の輸出も行われていた。ルーシからの主要輸出品は毛皮、蜂蜜、奴隷などであった。

## 船舶と産業
スカンディナヴィア・バルト海とそこに流入する河川では、主な航海手段としてクナールという小型の船を用いた。12世紀にはノヴゴロドの人々にシュネーカ(ru)と呼ばれた船が用いられた。小型船の利点は、交易路北部の岩礁群（(ru)参照）を通過できる点であり、現在でいうスウェーデンから、フィンランド湾の奥、さらに湾に注ぎ込む川まで、ほとんど外洋に出ることなく航海することができた。クナールは比較的小さな外洋船でもあり、ノヴゴロドまでの河川を遡ることもできた。ノヴゴロドでは商品の一部を売却し、また新たに商品を買い求めた。その積荷は、ルーシの小さな川を航行するのに適した、より小さく喫水の浅い船に積み替えた。
ルーシの船はラディヤーまたはローディヤ(ru)と呼ばれ、川だけでなく海の航行にも用いられた。他にもいくつかの形状・名称の船が存在した。また、コンスタンティノス7世の著述（10世紀）には、「クリヴィチ族等が春に大きな木をくりぬいた30人から40人乗りのボートで、スモレンスクやチェルニゴフへ入り、その後ドニエプル川をキエフへと向かった。彼らはここで船を改装し、荷を積み込み、河口へと出発した」というものがある。
黒海では地中海型の東ローマの商船も利用された。それらの船には特別な名前はなく、船を意味するナウス（ロシア語表記：наус）と呼ばれた。
「ヴァリャーグからギリシアへの道」上の連水陸路にあたるトロペツとスモレンスクでは、航路に関連した産業があった。上流の浅い河川を曳航し、木材を運送し、人々や家畜を供出した。小さな河川用の船を作る造船所もあった。スカンディナヴィアやバルト海の岩礁群、入り江、またルーシの河川において、船を案内するのは特別な専門家が行った。彼らはヴァリャーグ人やスラヴ人、ギリシア人によって、航海士や舵手と呼ばれた。

## 交易路の存在に対する懐疑的な説
S. V. ベルンシテイン＝コーガン(ru)、U. U. ズヴャーギン、A. L. ヒキティン、S. E. ツヴェトコフ(ru)らの研究では、ヴァリャーグからギリシアへの道を、「持続的に」利用された「主要な」交易路とみなす説に疑問を投げかけている。（若干の航行が行われていた可能性は否定していない。）彼らの疑問の根拠は3つのグループに分類される。
地理学的見地から
地理学上から見て、航路の困難さを論拠とする説である。主幹ルートとされる航路では、2つの分水嶺の間の陸路を克服する必要がある。1つはロヴァチ川水系とダウガヴァ川水系の間、もう1つはダヴガヴァ川水系とドニエプル川水系の間である。しかし、仮にバルト海からタウガヴァ川、ドニエプル川というルートを取れば、陸路は1回だけで、しかも5分の1以下の距離である。リガ、ポロツク、スモレンスクも通過できる。また、バルト海からヴィスワ川、ブク川、プリピャチ川、ドニエプル川のルートであれば、ヘウムノ、ポロツク、ブレスト、ピンスク、トゥーロフを通過し、すぐさまキエフ地域へ到達できる。同じく陸路も1度で済む。このようなルートがあるにもかかわらず、2度の陸路を含むルートを取るかを疑問点としている。
歴史学的見地から
文献上に出典が見られないことを論拠とする説である。スカンディナヴィアのサガには、このような航路についての記述がない。また、東ローマの資料にも、11世紀後半よりも早い時期の、スカンディナヴィアやその商人についての記述がないことが指摘されている。東ローマ側において、スカンディナヴィアを起源とする戦士・ヴァリャーグについての記述は、1060年の金印勅書が初出である。たとえもっと早い時期の事件に関する記述であっても、1060年より遅い時期に書かれた記述の中に存在している。このような記録の欠如から「ヴァリャーグからギリシアへの道」の存在に疑問を投げかけている。（ただし、サンベルタン年代記の839年の記述には、東ローマの宮廷における、ルーシから派遣されたスカンディナヴィア人に関する記述がある。）
考古学的見地から
「ヴァリャーグからギリシアへの道」とされるルート全体において、東ローマ起源の発見物が少ないことを論拠としている。たとえばスウェーデンのビルカ遺跡では、106の墓地から発掘された11万枚以上の貨幣のうち、アングロサクソンの貨幣は8枚、東ローマのものは2枚のみである。また、20世紀中期にゴットランド島で発見された700の財宝のうち、東ローマ起源のものは全部で410あるが、ノヴゴロドでは少数発見されたのみだった。
また、同時代の重要な交易路には、東欧-バルト海-ヴォルガ川をつなぐ交易路があった。ヴォルガ川、ラドガ湖、ヴォルホフ川、オカ川、ダウガヴァ川を含む、この交易路上における武器、装飾品、財宝、そしてビザンツの貨幣（300枚以上発見されている。）などの発見物は、この交易路にそって絶え間ない移動があったことを証明している。一方、「ヴァリャーグからギリシアへの道」南部のドニプロ・ウクライナでは、キエフとスモレンスクを除いて、このような発見はないことが指摘されている。